# De slag om Texas
De slag om Texas is een vierdelige documentaireserie voor de Nederlandse televisie over de Verenigde Staten, meer specifiek de staat Texas. De serie werd geregisseerd door Hans Pool, gepresenteerd door Eelco Bosch van Rosenthal en vier weken lang elke zondagavond uitgezonden door de NTR op NPO 2. Het kan gezien worden als de opvolger van Droomland Amerika uit 2016, ook gemaakt door Pool en Bosch van Rosenthal.

## Inhoud
In de aanloop naar de Amerikaanse presidentsverkiezingen 2020 reist Eelco Bosch van Rosenthal door Texas, waar volgens hem de toekomst van Amerika ligt.

## Afleveringen
| Afl. | Titel             | Vanuit                                  | Onderwerp | Uitzenddatum  |
| ---- | ----------------- | --------------------------------------- | --- | ------------- |
| 1    | De verlosser      | Austin; Houston; Pampa; San Antonio     | Texas wordt etnisch diverser, kunnen de Democraten daar van profiteren? Bosch van Rosenthal spreekt met onder meer Beto O'Rourke. Het verschil tussen de veranderende, overwegend Democratische, steden en het behoudende Republikeinse platteland is levensgroot. De Slag om de Álamo is een keerpunt in de Texaanse geschiedenis. Bij een bezoek van president Donald Trump aan Texas blijkt dat Democraten en Republikeinen regelrecht tegenover elkaar staan. | 5 april 2020  |
| 2    | Bezoek van buiten | El Paso                                 | President Trump beloofde een muur te bouwen op de grens van de Verenigde Staten en Mexico. Grensstad El Paso vormt het middelpunt van de discussie over die muur. Sommige Amerikanen zamelen geld in om de muur te bouwen, anderen zien hun familie verscheurd worden. Het dieptepunt in 2019 kwam toen een man 22 mensen, voornamelijk Mexicanen, doodschoot in een Walmart in El Paso.                                                                          | 12 april 2020 |
| 3    | Vuile handen      | Austin; Denton; Houston; Midland        | De economie van Texas draait nog altijd grotendeels om de productie van aardolie en aardgas. De gevolgen van klimaatverandering zijn echter sterk zichtbaar. Orkaan Harvey richtte in 2017 veel schade aan. Ook zijn er zorgen om de macht van de olie-industrie op de politiek van Texas. | 19 april 2020 |
| 4    | De slag om Texas  | Austin; Beaumont; Houston; Prairie View | Veel Californiërs verhuizen naar Texas vanwege de lagere woonlasten. Democraten hopen in Texas verkiezingen te gaan winnen. Republikeinen proberen dat te voorkomen door gerrymandering en het onderdrukken van het stemrecht voor Afro-Amerikanen. Mede hierdoor is de opkomst bij de verkiezingen in Texas de laagste van de VS. | 26 april 2020 |

## Ontvangst
Arjen Fortuin schreef in NRC Handelsblad een positieve recensie en noemde De slag om Texas "een van de betere onder de talloze VS-reisseries die de nogal Amerikaverliefde Nederlandse journalistiek de laatste jaren heeft afgeleverd."